# Seweryn Oleszczyński
Seweryn Oleszczyński, né en 1801 et mort en 1876 à Varsovie, lithographe, graveur polonais.

## Biographie
À partir de 1825, il étudie la lithographie en Allemagne et en France.
Il est le directeur de l'atelier graphique de la Banque nationale de Pologne à Varsovie de 1837 à 1862, où il introduit la zincographie. Lithographe, illustrateur et professeur de calligraphie, il dirige le Instytutem Litografii Szkolnej (Institut de lithographie) à partir de 1826.
Il est le frère d'Antoni (1794-1879) et de Władysław (1807-1866) de la famille Oleszczyński.
Le Musée national de Varsovie possède une peinture à l'huile et plusieurs lithographies de lui, de même que la Bibliothèque nationale de Pologne :

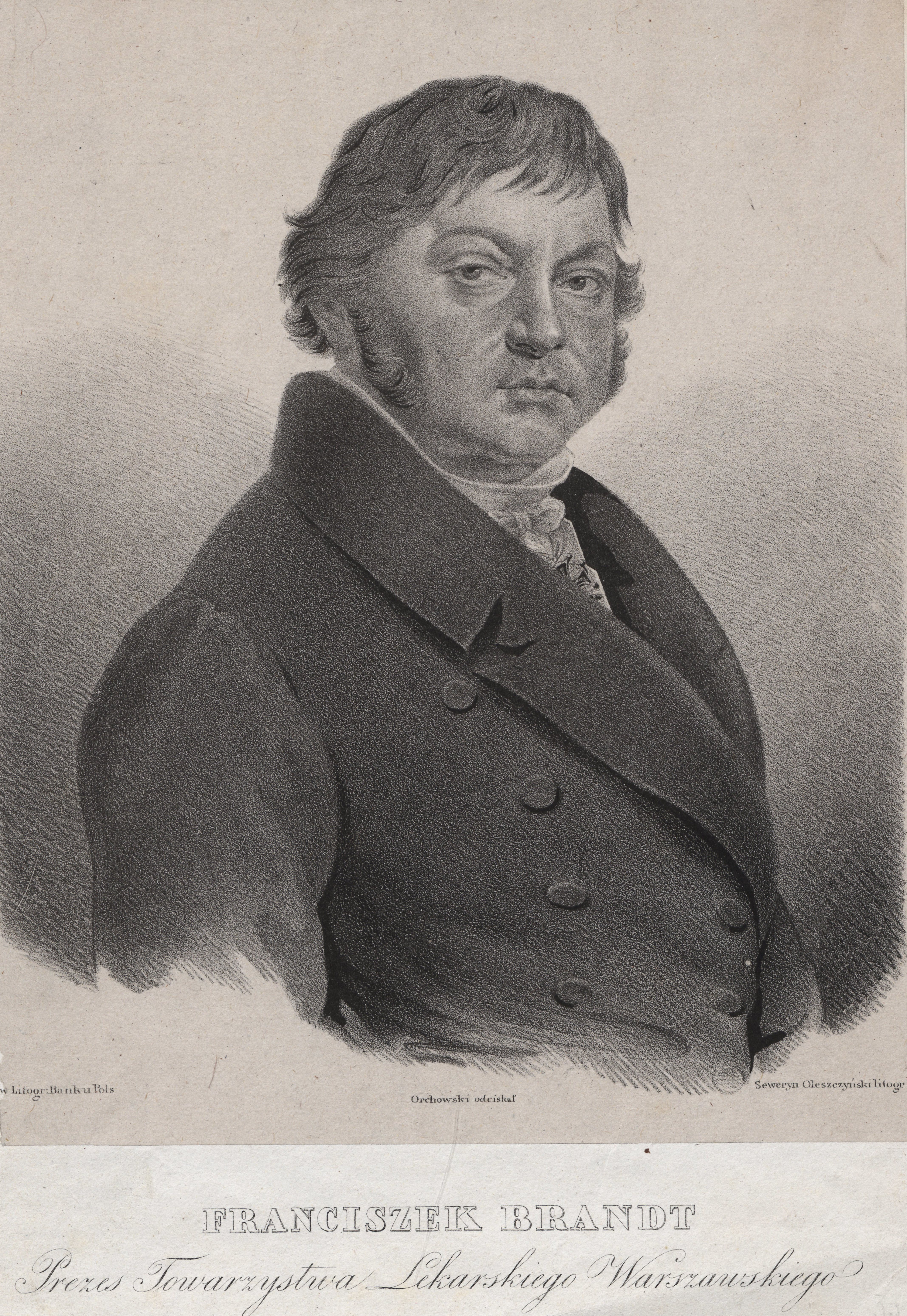
Portrait de Franciszek Brandt (ca. 1836, Bibliothèque nationale de Pologne).
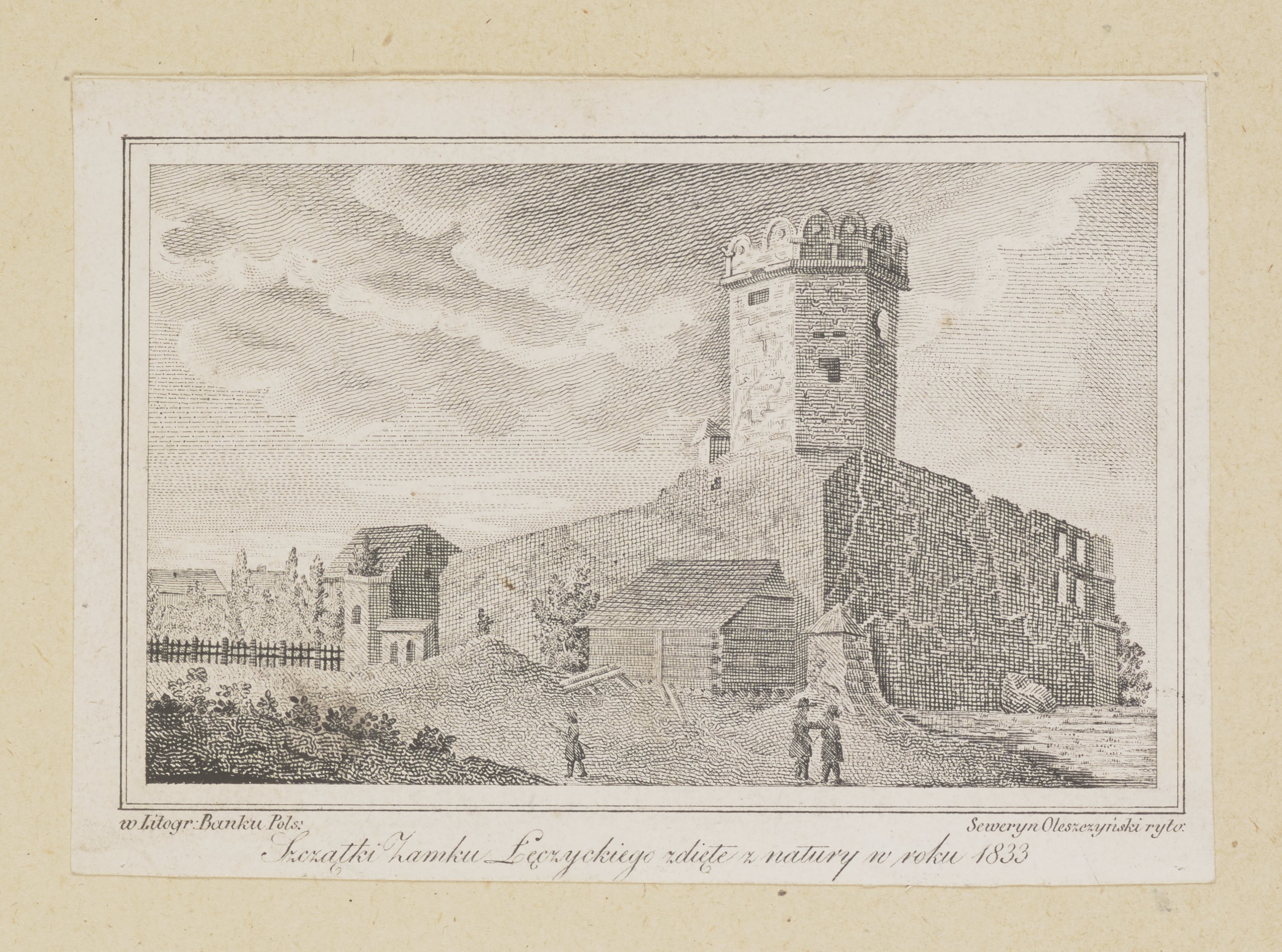
Vestiges du château de Leczyca pris dans la nature en 1833 (1833, Bibliothèque nationale de Pologne).